# Jeziorsko (zbiornik wodny)

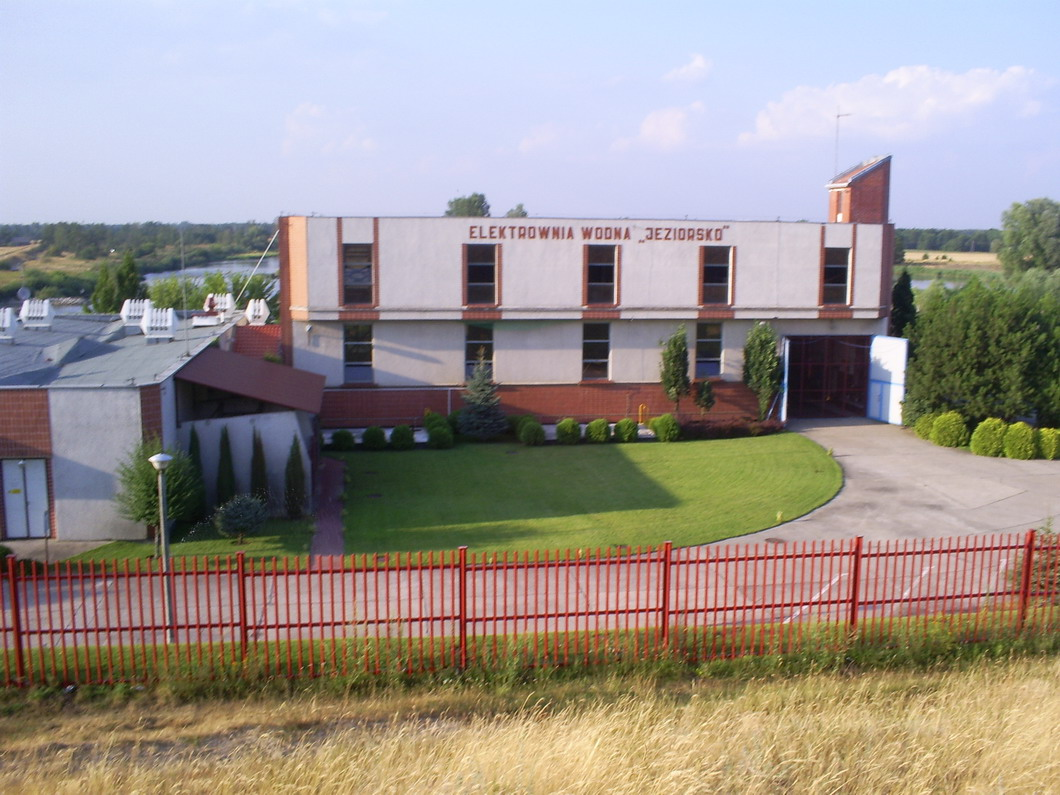
Elektrownia wodna „Jeziorsko” na Warcie

Jeziorsko – zbiornik zaporowy na Warcie, największy akwen i zbiornik retencyjny w regionie łódzkim, o powierzchni 42,3 km² i pojemności 202,8 mln m³.

## Położenie i parametry
Położony na terenie powiatów poddębickiego, sieradzkiego województwa łódzkiego oraz w mniejszej części powiatu tureckiego województwa wielkopolskiego, między miastem Wartą na południu, a miejscowością Skęczniew na północy, gdzie zlokalizowano zaporę.
Zamysł budowy zbiornika powstał na początku lat 60. XX wieku. W pierwszej połowie lat 70. XX wieku wykonano projekt techniczny, a roboty rozpoczęto na przełomie 1975 i 1976. Zalew oddano do użytku w 1986 w celu regulacji przepływów rzeki i nawadniania użytków rolnych, ponadto spełnia funkcje rekreacyjne i energetyczne. Pod budowę wysiedlono około tysiąc osób zamieszkałych w czterystu gospodarstwach. Osoby te przeniosły się do miast lub otrzymały gospodarstwa w innych miejscach. Prace inżynieryjne wykonywał Energopol-7 z Poznania, a melioracyjne – RPM z Kalisza. Budowa kosztowała około miliard złotych.
Zapora czołowa zbiornika koło Skęczniewa została wykorzystana do wytwarzania energii w elektrowni wodnej o charakterze przepływowym o mocy 4,89 MW. Oprócz niej wzniesiono dwie zapory boczne: w dolinie Pichny o długości 3100 m i kubaturze 500.000 m³ oraz w dolinie Teleszyny o długości 4200 m i kubaturze 300.000 m³. Okresowe wahania poziomu wody w zbiorniku mogą mieć wartość około 5,5 m.

## Przyroda
Południowa część zbiornika stanowi Rezerwat ornitologiczny „Jeziorsko”.

## Sport
Na zbiorniku w 1999 były przeprowadzone motorowodne mistrzostwa Polski, a w 2001 miały miejsce eliminacje do motorowodnych mistrzostw Europy w klasie O-500.